# Ščit
Ščit je obrambna naprava (pogojno tudi orožje), ki ga nosi en vojak. Lahko je spleten iz vitic ali izdelan iz lesa, usnja ali kovine. Praviloma je to rahlo izbočena plošča. Namenjena je obrambi v boju na blizu pred nasprotnikovimi izstrelki (puščice in kopja) in orožjem za boj na blizu.
Ščiti spadajo med nastarejša obrambna orožja v zgodovini vojskovanja. Že sicer slabo opremljene vojske faraonov in Sumercev so bile opremljene s ščiti. Izdelani so bili iz usnja, ki je bilo napeto čez lesen okvir. Tudi način bojevanja je vplival na obliko ščitov. Tako so na primer konjeniki imeli manjše ščite kot pehota. V poznem srednjem veku so se razvili posebni ščiti za turnirske boje. Tako je imel na primer ščit za boj s sulicami posebno odprtino ali nosilec za sulico. 
Predvsem v srednjem veku so bili ščiti pobarvani, identificirali so bojevnika, iz njih so nastali grbi.
Z uvedbo strelnega orožja so ščiti izgubili svoj pomen v bojih. Pri posebnih policijskih enotah pa še danes uporabljajo ščite, izdelani iz ustrezno odporne, prozorne plastike. Z njimi se policist lahko zaščiti, ne da bi izgubil pregled nad dogajanjem.